# Biduanda similis
Biduanda similis är en fjärilsart som beskrevs av Druce 1895. Biduanda similis ingår i släktet Biduanda och familjen juvelvingar. Inga underarter finns listade i Catalogue of Life.